# 6091 Mitsuru
6091 Mitsuru eller 1990 DA1 är en asteroid i huvudbältet som upptäcktes den 28 februari 1990 av de båda japanska astronomerna Kazuro Watanabe och Kin Endate vid Kitami-observatoriet. Den är uppkallad efter den japanske astronomen Mitsuru Soma.
Asteroiden har en diameter på ungefär 4 kilometer.